# Batman: The Dark Knight (игра)
Batman: The Dark Knight — отменённая компьютерная игра в жанре action в открытом мире с элементами стелса, которую разрабатывала американская студия Pandemic Studios и планировала издавать компания Electronic Arts с сентября 2006 года по октябрь 2008 года. Игра должна была быть основана на фильме Кристофера Нолана «Тёмный рыцарь», и по заявлениям, Batman: The Dark Knight могла стать первой игрой про Бэтмена в открытом мире. В ней игрок мог управлять Бэтменом, который должен был свободно исследовать Готэм-Сити, водить транспорт и выполнять миссии.
Разработчики начали работать над игрой ещё до того, как начались съёмки фильма. Изначально Batman: The Dark Knight разрабатывался с линейным геймплеем, подобно Batman Begins, игре по фильму «Бэтмен: Начало», но со временем Pandemic поняли, что игра в открытом мире гораздо лучше подходит к интерпретации фильма Нолана. Разработка игры была остановлена, когда сотрудники Pandemic столкнулись с многочисленными и неисправимыми ошибками при переносе игры на новый движок. Издатель Electronic Arts решил отменить игру по фильму, хотя выйти она должна была в декабре 2008 года.
Сообщается, что из-за отмены игры по «Тёмному рыцарю» Electronic Arts недосчиталась больше 100 миллионов долларов потенциального дохода. Впоследствии, EA не стали продлевать лицензию на интеллектуальную собственность по Бэтмену, и права на создание игр по нему ушли к Warner Bros. Interactive Entertainment. Весь цикл производства Batman: The Dark Knight держался в секрете, пока единственное публичное заявление о разработке не сделал Гэри Олдмен. После того, как об игре стало известно, журналисты стали выдвигать предположения о том, насколько она могла бы быть успешной, если бы вышла на рынок.

## Игровой процесс
По геймплею, Batman: The Dark Knight должна была быть игрой в жанре action с элементами стелса, в которой игрок управлял Бэтменом. Игра была основана на фильме 2008 года от Кристофера Нолана «Тёмный рыцарь», и должна была продолжить сюжетную арку одноимённой игры по «Бэтмен: Начало». Сюжетно, игра полностью повторяла историю фильма, и актёрский состав «Тёмного рыцаря» также должен был озвучить своих героев. Дистрибьютор фильма Warner Bros. предоставил в помощь разработчикам сценарий, концепт-арты и другие материалы к «Тёмному рыцарю».
Самые ранние прототипы The Dark Knight были линейными и соответствовали геймплею Batman Begins. Но позднее, The Dark Knight стали превращать в игру в открытом мире, где игрок мог свободно исследовать Готэм, передвигаться пешком, планировать с помощью своего плаща, управлять Бэтмобилем и Бэтподом и выполнять миссии. Игра могла бы стать первой игрой по вселенной Бэтмена в открытом мире, ещё до выхода Batman: Arkham City в 2011 году.

## Разработка и отмена
Компания Elevation Partners приобрела лицензию на создание видеоигры по мотивам фильма «Тёмный рыцарь» вскоре после того, как Warner Bros. дали ей зелёный свет. В свою очередь, Elevation Partners передала разработку на аутсорсинг студии Pandemic Studios, известной по играм Star Wars: Battlefront, Destroy All Humans! и Mecrenaries; за разработку отвечал их филиал в Брисбене. Издатель Electronic Arts, ранее выпускавший игру по «Бэтмен: Начало», также должен был издать игру по «Тёмному рыцарю». Разработчики приступили к Batman: The Dark Knight в сентябре 2006 года, ещё до начала съёмок фильма. После завершения разработки Destroy All Humans! 2, Pandemic были разделены на две группы: «Альфа» и «Браво». Первая отвечала за гоночную игру для Wii, а вторая — за игру по фильму, которую должны были выпустить на PlayStation 3 и Xbox 360. Лицензия Electronic Arts на издание игр по Бэтмену действовала в течение 18 месяцев и истекала в декабре 2008 года.
Pandemic приступили к разработке игры ещё до того, как им был представлен какой-либо материал о фильме. Первые прототипы The Dark Knight были созданы на PlayStation 2, поскольку студия ещё не определилась, с каким игровым движком разрабатывать игру на PlayStation 3 и Xbox 360. Первым шагом разработки стало создание Готэм-Сити и физики для планирований. Изначально геймплей был линейным, подобно Batman: Begins, а большая часть усилий была направлена на разработку графического стиля и окружения, которые имитировали внешний вид Batman: Begins. Один из соучредителей Elevation Partners — певец, лидер группы U2 и огромный фанат Бэтмена Боно, посетил Брисбен на этом этапе во время их тура. Несмотря на то, что Боно показали лишь черновую версию игры, солист U2 оказался впечатлён проделанной работой.
Пока брисбенский филиал Pandemic работал над игрой, лос-анджелесский офис в это время разрабатывал новый движок Odin, предназначенный для детализированных игр с открытым миром; на нём создавался The Saboteur. Pandemic решили, что игра в открытом мире гораздо лучше подходит к интерпретации фильма Нолана, чем линейный экшен. К концу 2007 года игру перенесли в Odin, что вызвало непредвиденные технические проблемы, и, по сути, остановило разработку. Проблемы начались, когда при управлении Бэтменом частота кадров резко падала до пяти кадров в секунду. Перенос большого количества данных в новый движок привёл к ухудшению производительности и многочисленным сбоям разработки.
Эти проблемы были неожиданными для студии, и из-за этого сотрудники не могли подготовить игру к выпуску фильма, как это было задумано. В результате, несколько членов Pandemic уволились, а Electronic Arts приобрели Elevation Partners и отложили выход The Dark Knight на декабрь, чтобы совпасть под выход фильма на носителях. Pandemic пытались использовать дополнительное время на отладку, но при воспроизведении какой-либо миссии, игра отказывалась работать, и это было практически неустранимо. Проблемы с кадровой частотой были вызваны системой освещения в игре, которую приходилось изменять вручную после внесений поправок в окружающую среду. Другие проблемы возникали из-за того, что инструменты проектирования уровней были недоступны около полгода, а руководство принимало решения, которые приходилось игнорировать. К тому же, в этот момент уже во всю шла разработка другой игры про супергероя, которая никак не связанна с фильмом Нолана, — Batman: Arkham Asylum от Rocksteady Studios, из-за чего игры по фильмам уже не воспринимались публикой всерьёз. Но с другой стороны, за это время Pandemic практически смогли на новом движке реализовать механику управления Бэтподом.
EA и Pandemic пытались сохранить какие-либо детали разработки в секрете, но Гэри Олдмен, сыгравший комиссара Джима Гордона в фильме, рассказал телеканалу G4, что игра по «Тёмному рыцарю» находится в разработке. Олдмен единожды посещал брисбенский офис, чтобы посмотреть на разработку, и ему показали парящего над Готэмом Бэтмена и Гордона, включающего Бэт-сигнал. Когда в интервью его спросили о потенциальной игре по фильму, британский актёр объяснил, что ему показали её, не подозревая о том, что она должна была быть секретом. В итоге, игра по «Тёмному рыцарю» стала постоянно мелькать в игровых новостях, и на Pandemic было оказано серьёзное давление, ведь к этому моменту игра была в откровенно «сыром» и неиграбельном виде. EA расширили студию разработчика до более 100 человек, но это не спасло проект от закрытия, и издатель принял решение отменить Batman: The Dark Knight в октябре 2008 года.

## Последствия
Из-за отмены Batman: The Dark Knight, Electronic Arts, по заявлениям Eurogamer, недосчитались больше 100 миллионов долларов потенциального дохода. Брисбенский филиал, отвечавший за игру, был закрыт в феврале 2009 года; некоторые его сотрудники переехали в Лос-Анджелес и работали над The Saboteur. Сама Pandemic же была закрыта в ноябре 2009 года. EA не стали продлевать права на интеллектуальную собственность по Бэтмену, и они вернулись к Warner Bros. Interactive Entertainment. Вскоре, Warner Bros выпустили серию, которая получила признание от критиков и игроков — Batman: Arkham. Хоть игра по «Тёмному рыцарю» не была выпущена, в Lego Batman 3: Beyond Gotham добавили уровни, основанные на фильме, а в Batman: Arkham Knight — бесплатный загружаемый костюм и Бэтмобиль из трилогии Нолана. Впоследствии «Тёмный рыцарь» стал единственным фильмом про Бэтмена, который не получил свою игровую адаптацию.
Игра не была официально анонсирована. Слухи о её существовании появились в мае 2007 года, но после того, как Гэри Олдмен «случайно» оговорился о разработке, игровые журналисты стали размышлять, почему она не была анонсирована. Эрик Франческо из сайта Inverse писал, что её отсутствие было необычным: «В конце 1980-х годов было гарантировано, что в любом супергеройском или анимационном семейном фильме будет привязка к видеоиграм, которая принесёт прибыль на релизе… любой бы купил лицензионную игру „Тёмный рыцарь“, ведь фильм стал одним из редких культурных событий, который превзошёл ажиотаж критиков».
В январе 2009 года Kotaku опубликовали целую серию статей, посвящённых циклу разработки, которая основана на информации от инсайдера Pandemic. Дополнительная информация об игре появилась в феврале 2016 года, когда в блоге Did You Know Gaming? появились кадры геймплея из прототипов и концепт-артов. Утечка геймплея вызвала многочисленные комментарии о потенциале Batman: The Dark Knight. Редакция сайта The Escapist писала, что игра имела многообещающие перспективы, учитывая, что Pandemic заработали себе репутацию как «разработчика качественных игр». Реагируя на демонстрацию The Dark Knight в блоге Did You Know Gaming?, в GamesRadar посчитали, что было бы интересно посмотреть на игру по «Тёмному рыцарю», а Мэт Педжет из GameSpot назвал её отмену «прискорбной». Кайл Грэттон из Screen Rant в своём ретроспективном обзоре отмечал, что игру погубили сжатые сроки, перенос игры на совсем сырой движок, нерасторопность руководства и слишком амбициозное видение.